# Трубачов Микола Іванович
Микола Іванович Трубачов (рос. Николай Иванович Трубачёв; нар. 20 травня 1957, Молотов, РРФСР) — радянський футболіст, захисник, український тренер.

## Кар'єра гравця
Як гравець виступав за клуби «Цементник» (Липецьк) й «Електросила» (Ленінград), також за армійські команди московського, північнокавказького й прибалтійського військових округів.

## Кар'єра арбітра
Був арбітром національної категорії і судив матчі в Україні до 45 років, що не дозволяло йому тренувати професіональні команди.

## Кар'єра тренера
Закінчив Ленінградський Військовий інститут фізичної культури в 1979 році, тренував армійські команди до звільнення в званні підполковника в 1996 році.
До 2002 року тренував дітей у школі «Зміна-Оболонь». Потім працював на різних посадах в київській «Оболоні». У 2007 році допомагав тренувати російський клуб «Зірка» (Серпухов), а в 2008 році — «Русичі» (Орел). 20 лютого 2009 року отримав запрошення увійти до тренерського штабу харківського «Арсеналу». У цьому клубі Трубачов поєднував обов'язки тренера воротарів і тренера з фізичної підготовки. 13 квітня того ж року зайняв посаду головного тренера цього клубу. По завршенні сезону 2008/09 років залишив харківський клуб і перейшов до чернівецької «Буковини». 12 листопада 2009 року був звільнений з займаної посади. Команда йшла на 2 місці після 13 турів з 24 очками. Сезон же закінчила під керівництвом Вадима Зайця з 48 очками після 20 матчів в результаті чого перемогла в першості Другої ліги 2009/10. 
2 листопада 2010 року був призначений головним тренером клубу Вищої ліги чемпіонату Росії з футзалу МФК «Липецьк». У той же час працював помічником головного тренера місцевого «Металурга» (Липецьк). У травні 2011 року склав іспит на отримання тренерської категорії Pro в Києві. Його ліцензія діяла до 31 грудня 2013 року. 14 січня 2011 року пішов у відставку з посади головного тренера МФК «Липецьк», після чого його запросили до тренерського штабу ФК «Калуги». 19 липня 2012 року на прес-конференції Геннадія Шилова був представлений як де-юре головний тренер пермського «Амкару» через те, що тодішній тренер Рустем Хузін не мав потрібної тренерської ліцензії категорії PRO. Контракт до завершення сезону 2012/13 років був підписаний того ж ранку. 17 січня 2013 року контракт з клубом було розірвано. У липні 2014 року очолив казахстанський клуб «Мактаарал». 1 липня 2015 року призначений на посаду головного тренера литовського клубу «Круоя».

## Досягнення

### Як тренера
«Буковина» (Чернівці)
- Друга ліга чемпіонату України
  -  Чемпіон (1): 2009/10